# Vũ Văn Quyết
Vũ Văn Quyết (sinh ngày 4 tháng 5 năm 1999) là một cầu thủ bóng đá chuyên nghiệp người Việt Nam hiện đang thi đấu cho câu lạc bộ Thể Công – Viettel tại V.League 1 ở vị trí hậu vệ.

## Thống kê sự nghiệp
Tính đến 13 tháng 3 năm 2022
| Câu lạc bộ         | Mùa giải           | Giải đấu           | Giải đấu | Giải đấu | Cúp quốc gia | Cúp quốc gia | Tổng cộng | Tổng cộng |
| Câu lạc bộ         | Mùa giải           | Giải đấu           | Trận     | Bàn      | Trận         | Bàn          | Trận      | Bàn       |
| ------------------ | ------------------ | ------------------ | -------- | -------- | ------------ | ------------ | --------- | --------- |
| Huế                | 2021               | V.League 2         | 6        | 0        | 0            | 0            | 6         | 0         |
| Huế                | 2022               | V.League 2         | 2        | 0        | 0            | 0            | 2         | 0         |
| Tổng kết sự nghiệp | Tổng kết sự nghiệp | Tổng kết sự nghiệp | 8        | 0        | 0            | 0            | 8         | 0         |